# Rataje Karskie
Rataje [pronunciación en polaco: /raˈtajɛ ˈkarskʲɛ/] es un pueblo ubicado en el distrito administrativo de Gmina Pacanów, dentro del condado de Busko, Voivodato de Świętokrzyskie, en el centro-sur de Polonia. Se encuentra a unos 7 kilómetros al sur de Pacanów, a 27 kilómetros al sureste de Busko-Zdrój, y a 68 kilómetros al sureste de la capital regional Kielce.
El pueblo tiene una población de 219 habitantes.